# Jealous Guy
〈Jealous Guy〉는 1971년 음반 《Imagine》의 영국의 록 음악가 존 레논이 부른 노래이다. 레논은 1968년 "〈Child of Nature〉로 이 곡을 쓰기 시작했는데, 이 곡은 비틀즈가 직접 녹음한 《The Beatles》을 녹음하기 전에 보여준 많은 곡들 중 하나였다. 이 가사는 원래 1968년 초, 마하리시 마헤쉬 요기가 한 강연에서 영감을 얻은 것으로 비틀즈가 인도 리시케시에서 영적 휴양지에 참석했던 때였다. 다시 쓰여진 형식에서, 이 노래는 레논이 연인과 남편으로서 실패한 결과를 초래한 불충분한 감정을 다루는 고백자의 역할을 한다.
〈Jealous Guy〉는 적어도 92곡의 커버 버전을 가진 가장 흔하게 녹음된 레논 노래들 중 하나이다. 싱글로 발매된 록시 뮤직의 버전은 1980년 12월 레논의 사망 후 3개월 만에 여러 나라에서 1위에 올랐다.

## 녹음
레논은 1971년 5월 29일 그의 보컬들이 오버더빙 된 애스콧 사운드 스튜디오에서 1971년 5월 24일 〈Jealous Guy〉를 녹음했다. 스트링 오버더빙은 1971년 7월 4일 뉴욕시의 레코드 플랜트에서 일어났다.

## 홍보 비디오
1971년에 이 노래를 위한 홍보 비디오가 만들어졌다. 그것은 대부분 헬리콥터, 존과 요코가 그들의 티튼허스트 파크 저택에서 가까운 호수로 가는 청을 타고 이동하는 머리 위에서 계속된 모습을 보여주었는데, 거기서 그들은 노 젓는 보트로 뛰어드는 것이 보여졌다.